# Древесная шерсть

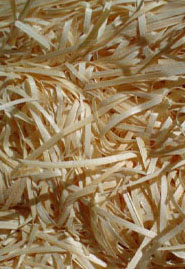

Древесная шерсть — длинная (до 50 см) тонкая стружка из липы, ольхи, березы, ивы, тополя, пихты и др. древесных пород, не отличающихся резким запахом.
В отличие от измельченной древесины (щепы, дроблёнки, стружки, опилок, древесной муки, древесной пыли) — это не побочный продукт деревообрабатывающей промышленности. Она изготавливается на специальных станках из чурок ровных, бездефектных стволов деревьев как эластичная и гладкая деревянная стружка. При изготовлении тонкие и длинные ленточки этой древесной стружки закручиваются в локоны-спирали, напоминая завитки овечьей шерсти.
Древесная шерсть является хорошим упаковочным материалом для фруктов, материалом для изготовления декоративных изделий, а также экологичной подстилкой при содержании животных.